# Eta Capricorni
Eta Capricorni (η Cap / 22 Capricorni / HD 200499 / HR 8060) es una estrella binaria en la constelación de Capricornio.
Es también conocida por el nombre de Armus, utilizado solo ocasionalmente.
De magnitud aparente +4,86, se encuentra a 158 años luz del sistema solar.
La estrella principal de Eta Capricorni es una estrella blanca de la secuencia principal de tipo espectral A5V.
Semejante a Sheratan A (β Arietis) o a Alya A (θ Serpentis), tiene una temperatura superficial de 8081 K.
Su luminosidad es 26 veces superior a la luminosidad solar y posee una masa 2,08 veces mayor que la del Sol.
Gira sobre sí misma con una velocidad de rotación proyectada de 61 km/s.
De su compañera estelar —visualmente a 0,30 segundos de arco— solo se sabe que tiene magnitud +7,39 y que completa una órbita alrededor de su brillante compañera cada 28 años. Además, la órbita es considerablemente excéntrica (ε = 0,39).
La edad de esta binaria se estima en 500 millones de años.
En cuanto a la composición química del sistema, la relación oxígeno/hidrógeno es algo inferior a la solar ([O/H] = -0,10), siendo su contenido metálico también menor que en el Sol ([Fe/H] = -0,21). A excepción del sodio, cuya abundancia relativa es comparable a la de nuestra estrella, otros elementos evaluados como silicio, calcio o bario muestran niveles por debajo de los solares.